# Bentewi ciemny
Bentewi ciemny (Empidonomus aurantioatrocristatus) – gatunek małego ptaka z rodziny tyrankowatych (Tyrannidae). Występuje w Ameryce Południowej. Niezagrożony wyginięciem. Jego nazwa naukowa jest najdłuższą obowiązującą binominalną nazwą naukową nadaną ptakowi.

## Etymologia nazwy naukowej
Nazwa rodzajowa Empidonomus pochodzi z greki i oznacza ‘rządzący komarami’. Nazwa gatunkowa, aurantioatrocristatus, pochodzi od trzech łacińskich słów: aurantius (barwy pomarańczowej), ater, atri (czarny) oraz cristatus (czubaty). Nazwa naukowa bentewi ciemnego jest najdłuższą obowiązującą nazwą naukową nadaną jakiemukolwiek gatunkowi ptaka.

## Podgatunki i zasięg występowania
Wyróżnia się następujące podgatunki:
- E. a. pallidiventris (Hellmayr, 1929) – wschodnia Brazylia,
- E. a. aurantioatrocristatus (d’Orbigny & Lafresnaye, 1837) – Boliwia do Paragwaju, północna Argentyna, Urugwaj i południowa Brazylia.

Częściowo wędrowny. Zimowiska rozciągają się po północno-zachodnią Brazylię, północno-wschodnie i wschodnie Peru, wschodni Ekwador, południową i wschodnią Kolumbię oraz południową Wenezuelę. W trakcie zimowania przebywa na polanach i obrzeżach wilgotnych lasów. Na terenach, na których przebywa cały rok, zasiedla niezbyt gęste lasy, zakrzewienia i sawanny.

## Morfologia
Długość ciała wynosi 17,5–18 cm, w tym ogona 8 cm. Smukły, z wierzchu szary; wierzch głowy czarny. Czub żółty, nie zawsze widoczny. Pokrywy uszne ciemniejsze od reszty głowy. Brzuch i okolice kloaki żółtawe, w szczególności u podgatunku pallidiventris. U osobników młodych krawędzie sterówek rude.

## Lęgi
Gniazda z jajami obserwowano od listopada do stycznia. Gniazda są kuliste do owalnych lub o kształcie kubeczka. Budulec stanowią małe patyczki i łodygi liści. Zewnętrzna jego średnica to około 12–16 cm, zaś wysokość 5–7 cm. Komora na jaja ma wysokość 5–7 cm.
Jaja barwy białej, składane w liczbie 2–3, pokryte brązowymi lub czerwonobrązowymi plamkami. Mają wymiary 19–21,5 × 14–16 mm. Inkubacja trwa 15–16 dni. Młode pozostają w gnieździe około 16 dni od wyklucia.

## Status
W Czerwonej księdze gatunków zagrożonych IUCN bentewi ciemny klasyfikowany jest jako gatunek najmniejszej troski (LC, Least Concern) nieprzerwanie od 1988 roku. Liczebność populacji nie została oszacowana, ale ptak ten opisywany jest jako dość pospolity. Trend liczebności populacji uznawany jest za stabilny.